# Оресте Гранилло (стадион)
Стадион Оресте Гранилло (итал. Stadio Oreste Granillo) — футбольный стадион в итальянском городе Реджо-ди-Калабрия, Италия. Является домашним стадионом ФК «Реджина». Построен в 1999 году.

## История
Стадион был основан в 1932 году и позже был назван Stadio Michele Bianchi (Стадион Микеле Бианки). Указ на строительство стадиона дал тогдашний мэр города Джузеппе Виларди. На протяжении многих лет стадион оставался единственным в городе, несколько раз он переименовывался. Наиболее известное название арены — Stadio Comunale (Комунале или «Городской стадион»).
В 60-х годах на стадионе была построена кровля для трибун, в 80-х годах проходили работы по реконструкции строения. Чтобы вместить растущее число поклонников клуба, в 90-х годах было принято решение о существенной реконструкции стадиона. В 1997 году старая арена была полностью разрушена, а два года спустя на его месте построили новый стадион. Он получил название Stadio Oreste Granillo (Стадион Оресте Гранилло).
На стадионе «Оресте Гранилло» два раза проводились матчи национальной сборной Италии. 26 апреля 2000 года здесь проходила товарищеская встреча с Португалией, которая окончилась победой итальянцев со счётом 2:0. На том матче присутствовало около 25 000 зрителей. А 11 октября 2003 года на этом стадионе в рамках отборочного этапа к ЕВРО-2004 был матч с Азербайджаном, завершившийся убедительной победой команды Италии со счётом 4:0 (игру на стадионе смотрели около 22 000 зрителей).

## Описание стадиона
«Оресте Гранилло» является одним из немногих итальянских стадионов, с трибун которого открывается хороший обзор футбольного поля. Это стало возможным благодаря отсутствию беговых дорожек для лёгкой атлетики. Стадион разделен на четыре сектора (север—юг—восток—запад). Число мест — 27 543. На стадионе установлено табло.

## Расположение
Стадион расположен в южной части города Реджо-ди-Калабрия, в 1,8 км от ближайшей станции железной дороги.